# Station Jedlina Zdrój
Station Jedlina Zdrój is een spoorwegstation in de Poolse plaats Jedlina-Zdrój.